# Чотиривимірні гіперкомплексні числа
Чотиривимірні гіперкомплексні числа — гіперкомплексні числа з трьома уявними одиницями.
Тобто числа виду {\displaystyle \ a+bi+cj+dk,}
де 
{\displaystyle \ a,b,c,d} — дійсні числа;
{\displaystyle \ i,j,k}  — уявні одиниці,
{\displaystyle \ I=bi+cj+dk}  — уявна частина.

## Множення
Всі 3*3 взаємних добутків уявних одиниць є деякими чотиривимірними гіперкомплексними числами, наприклад:
{\displaystyle ij=a+bi+cj+dk}
Погрупувавши доданки
{\displaystyle (i-c)(j-b)=(a+cb)+dk}
Після заміни змінних, отримаємо:
{\displaystyle ij=k}
Тому довільне чотиривимірне гіперкомплексне число можна записати рекурсивно:
{\displaystyle \ (a+bi)+(c+di)j}.
Додавання і множення гіперкомплексних чисел повинно бути узгодженим з традиційним додаванням і множенням дійсних чисел.
Дійсні числа в даній гіперкомплексній системі мають вигляд {\displaystyle \ a+0I.}
- {\displaystyle \ (a_{1}+I_{1})+(a_{2}+I_{2})=(a_{1}+a_{2})+(I_{1}+I_{2})} — додавання,
- {\displaystyle \ (a_{1}+I_{1})\cdot (a_{2}+I_{2})=a_{1}a_{2}+(a_{1}I_{2}+a_{2}I_{1})+I_{1}I_{2}} — множення (може бути не комутативним і не асоціативним).

### Степенева асоціативність
Щоб була хоча б одна з найслабших форм асоціативності — степенева асоціативність:
{\displaystyle z\cdot z^{2}=z^{2}\cdot z}
{\displaystyle z^{2}=(a+I)(a+I)=(a^{2}+2aI)+I^{2}}
достатньо комутативності множення або степеневої асоціативності для {\displaystyle I}.
Другого легко досягти при:
{\displaystyle I^{2}=(bi+cj+dk)^{2}=b^{2}i^{2}+c^{2}j^{2}+d^{2}k^{2}+bc(ij+ji)+bd(ik+ki)+cd(jk+kj)\in \mathbb {R} \quad \forall a,b,c}
Почергово зануляючи всі числа окрім одного отримаємо:
{\displaystyle ij+ji=ik+ki=jk+kj=0} — антикомутативність добутків {\displaystyle i,j,k}
{\displaystyle i^{2}=a_{ii}\in \mathbb {R} }
{\displaystyle j^{2}=a_{jj}\in \mathbb {R} }
{\displaystyle k^{2}=a_{kk}\in \mathbb {R} }

#### Альтернативність
- Використавши ще одну із слабких форм асоціативності — альтернативність, отримаємо:

| {\displaystyle ij=k} | {\displaystyle kj=a_{jj}\cdot i}, {\displaystyle ik=a_{ii}\cdot j}, | {\displaystyle a_{ii}\cdot jk=a_{kk}\cdot i} {\displaystyle a_{jj}\cdot ki=a_{kk}\cdot j} | {\displaystyle a_{kk}\cdot ji=a_{ii}a_{jj}\cdot k}. |

Розглядаючи тільки варіанти з {\displaystyle i^{2}=-1}, отримаємо комутативність тільки при {\displaystyle j^{2}=-k^{2}}
- Виконавши множення в різному порядку отримаємо асоціативність:

{\displaystyle ijk=jki=kij=a_{kk}}
{\displaystyle kji=ikj=jik=a_{ii}a_{jj}}

#### Не альтернативні
При відсутності альтернативності, не можливо вивести одні добутки із інших, але легко побачити степенево-асоціативну систему:
- {\displaystyle a_{ii}=a_{jj}=a_{kk}=+1} гіперболічні кватерніони

{\displaystyle ij=k=-ji}
{\displaystyle jk=i=-kj}
{\displaystyle ki=j=-ik}

## Таблиці
| {\displaystyle i^{2}} | {\displaystyle j^{2}} | {\displaystyle k^{2}} | Назва                    | {\displaystyle ij=ji} | {\displaystyle ij=-ji} | {\displaystyle \ z,w\in \mathbb {C} ,\quad i_{2}^{2}=-1,\epsilon ^{2}=0} | Примітки                       |
| --------------------- | --------------------- | --------------------- | ------------------------ | --------------------- | ---------------------- | ------------------------------------------------------------------------ | ------------------------------ |
| -1                    | -1                    | -1                    | кватерніони              | ✗                     | Green tick             | {\displaystyle z+w\cdot i_{2}}                                           |                                |
| -1                    | -1                    | +1                    | бікомплексні числа       | Green tick            | ✗                      | {\displaystyle z+w\cdot i_{2}}                                           | комутативні кватерніони        |
| -1                    | +1                    | -1                    | тессаріни                | Green tick            | ✗                      | {\displaystyle z+w\cdot j}                                               | ізоморфні бікомплексним числам |
| -1                    | +1                    | +1                    | спліт-кватерніони        | ✗                     | Green tick             | {\displaystyle z+w\cdot j}                                               |                                |
| -1                    | 0                     | 0                     | дуальні комплексні числа | ✗                     | Green tick             | {\displaystyle z+w\cdot \epsilon }                                       |                                |
| +1                    | +1                    | +1                    | гіперболічні кватерніони | ✗                     | Green tick             |                                                                          |                                |

|   | i  | j  | k  |
| - | -- | -- | -- |
| i | −1 | k  | −j |
| j | −k | ∓1 | ±i |
| k | j  | ∓i | ∓1 |

|   | i  | j  | k  |
| - | -- | -- | -- |
| i | −1 | k  | −j |
| j | k  | ∓1 | ∓i |
| k | −j | ∓i | ±1 |

|   | i  | j  | k  |
| - | -- | -- | -- |
| i | 1  | k  | −j |
| j | −k | 1  | i  |
| k | j  | −i | 1  |

|   | i  | j | k  |
| - | -- | - | -- |
| i | −1 | k | −j |
| j | −k | 0 | 0  |
| k | j  | 0 | 0  |

## Ділення
Визначимо операції:
- {\displaystyle \lVert z\rVert \equiv z{\bar {z}}={\bar {z}}z} — норма числа,
- {\displaystyle {z_{1} \over z_{2}}\equiv {z_{1}{\bar {z_{2}}} \over \lVert z_{2}\rVert }} — ділення чисел.

При {\displaystyle I^{2}\in \mathbb {R} } можна визначити:
- {\displaystyle \ {\overline {a+I}}\equiv a-I} — спряжене число,
- {\displaystyle \lVert z\rVert \equiv (a^{2}-I^{2})\in \mathbb {R} }.

## Діагональний базис
Якщо присутня інволюційна уявна одиниця {\displaystyle \ j^{2}=+1,} то як і в подвійних числах існують два ортогональні ідемпотентні елементи:
{\displaystyle e_{1}={1-j \over 2},\quad e_{2}={1+j \over 2}\qquad \Rightarrow \qquad {\begin{cases}e_{1}e_{1}=e_{1}\\e_{2}e_{2}=e_{2}\\e_{1}e_{2}=0\end{cases}},}
які можна використати як альтернативний базис:
{\displaystyle \ A+Bj=(A-B)e_{1}+(A+B)e_{2}={\Big (}a-c+(b-d)i{\Big )}e_{1}\;+\;{\Big (}a+c+(b+d)i{\Big )}e_{2}={\tilde {A}}e_{1}+{\tilde {B}}e_{2}}
У даному базисі додавання, множення та ділення обчислюються покомпонентно. Ділення не визначене коли {\displaystyle {\tilde {A}}} чи {\displaystyle {\tilde {B}}} рівні нулю.